# Marsais
Marsais är en kommun i departementet Charente-Maritime i regionen Nouvelle-Aquitaine i västra Frankrike. Kommunen ligger  i kantonen Surgères som ligger i arrondissementet Rochefort. År 2022 hade Marsais 956 invånare.

## Befolkningsutveckling
Antalet invånare i kommunen Marsais
Referens:INSEE